# Pepe Diniz
 Pepe Diniz (Tânger, Maio de 1945) é um fotógrafo norte-americano de origem portuguesa.

## Biografia / Obra

Salvador Dali, 1976

Filho de mãe Romena e pai Indo-português, frequentou a instrução primária em Palma de Maiorca e Moçambique e o ensino secundário em Moçambique e Joanesburgo, África do Sul. Nunca viveu continuadamente em Portugal, mas tem por língua o português.
Frequentou o Institut de Photographie de Genève, Suiça (1969-1972). Foi fotógrafo da Cinemateca Francesa entre 1972 e 1974. Em 1975 fundou a Bleecker Gallery, Nova Iorque. Desde então foi fotógrafo freelance em Nova Iorque.
É internacionalmente reconhecido pelas suas imagens de cidades e sobretudo pelos retratos de artistas plásticos, escritores, cantores, fotógrafos e outros criadores que em algum momento com ele se cruzaram. Entre tantos outros, fotografou Man Ray, Andy Warhol, Robert Rauschenberg, Salvador Dali, John Cage, Jorge Luís Borges, Robert Frank, Sarah Afonso, Amália Rodrigues, Carlos Botelho, Abel Manta, António Duarte.
Está representado e inúmeras coleções, públicas e privadas, em Portugal e no estrangeiro, nomeadamente:  Centro de Arte Moderna José de Azeredo Perdigão, Lisboa; Metropolitan Museum of Art, Nova Iorque; Brooklyn Museum, Nova Iorque; Bibliothèque Nationale de Paris; Museu Coleção Berardo, Lisboa; Fundação Luso-Americana, Lisboa; Fundação PLMJ, Lisboa; Centro de Formação Fotográfica, Maputo; etc.